# ماهوت كونتيسة أرتوا
ماهوت، كونتسة أرتوا (1268-1228 أكتوبر 1329، باريس)، المعروف أيضا باسم ماتيلدا، كانت الابنة الكبرى (والبنت الوحيدة) لروبرت الثاني، كونت أرتوا وأميسي دو كورتيناي.
تزوجت من أوتو الرابع، كونت بورغندي في 1291؛ وأنجبت له ثلاثة أبناء:-
- جوان الثانية، كونتيسة بورغندي (1330-1292) أصبحت أيضا ملكة فرنسا بزواجها من فيليب الخامس.[6]
- بلانش من بورغندي (1296-؟ 1326) أصبحت ملكة فرنسا بزواجها من شارل الرابع.[6]
- روبرت، كونت بورغندي (1315-1300).